# Xenograpsus novaeinsularis
Xenograpsus novaeinsularis is een krabbensoort uit de familie van de Xenograpsidae. De wetenschappelijke naam van de soort is voor het eerst geldig gepubliceerd in 1977 door Takeda & Kurata.